# JST連接器

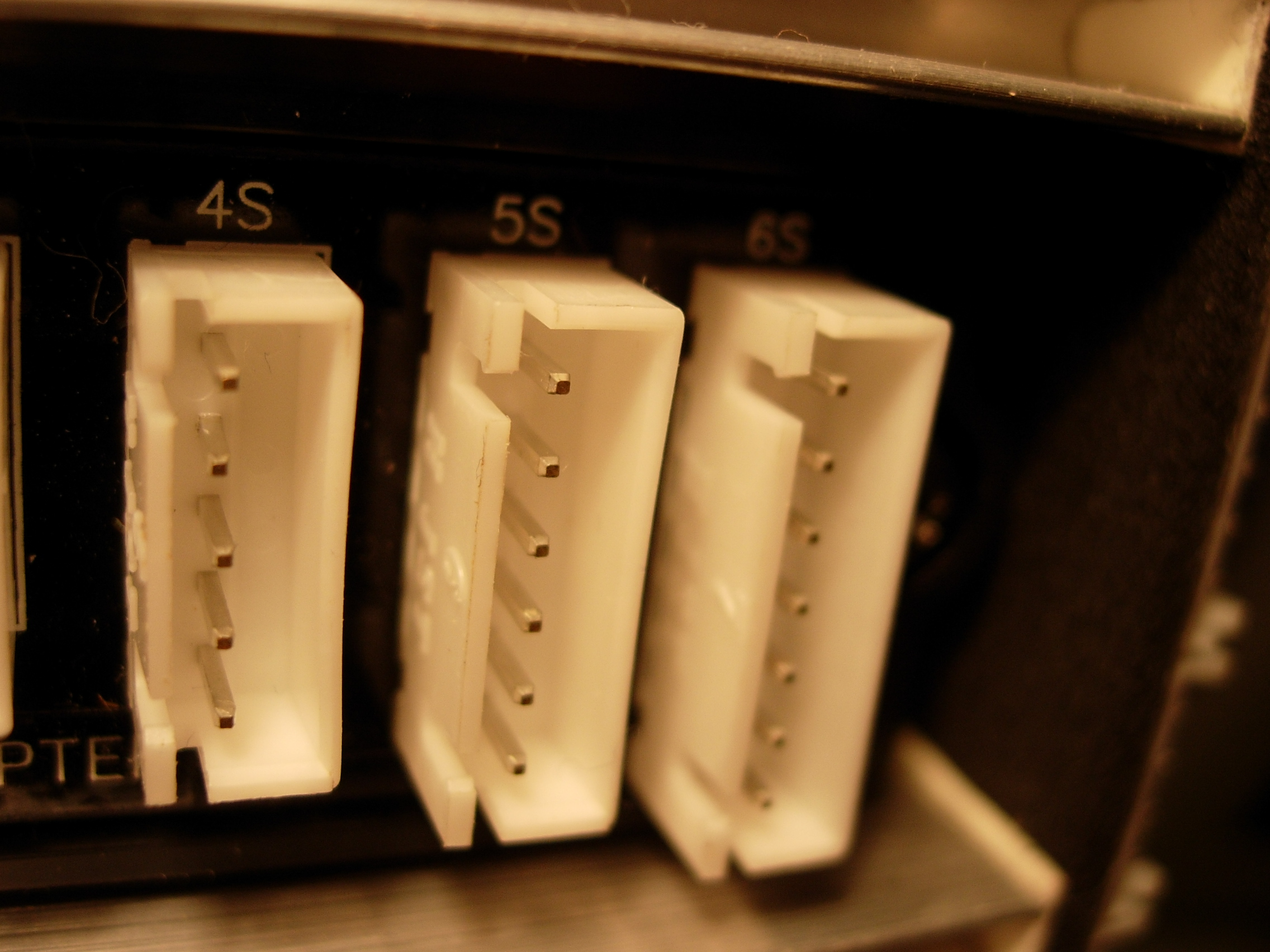
2.50 mm JST-XH 垂直型的公端PCB連接器

JST連接器是按照最初由J.S.T. Mfg. Co. (Japan Solderless Terminal，日本無焊端子)  開發的設計標準所製造的電子連接器。
JST 連接器適用於多種類型的產品，常用在可充電電池組、電池平衡器、去電池電路、3D打印機和遙控伺服。
有時會將PCB上的小型白色電連接器誤稱為"JST"。

## 圖集

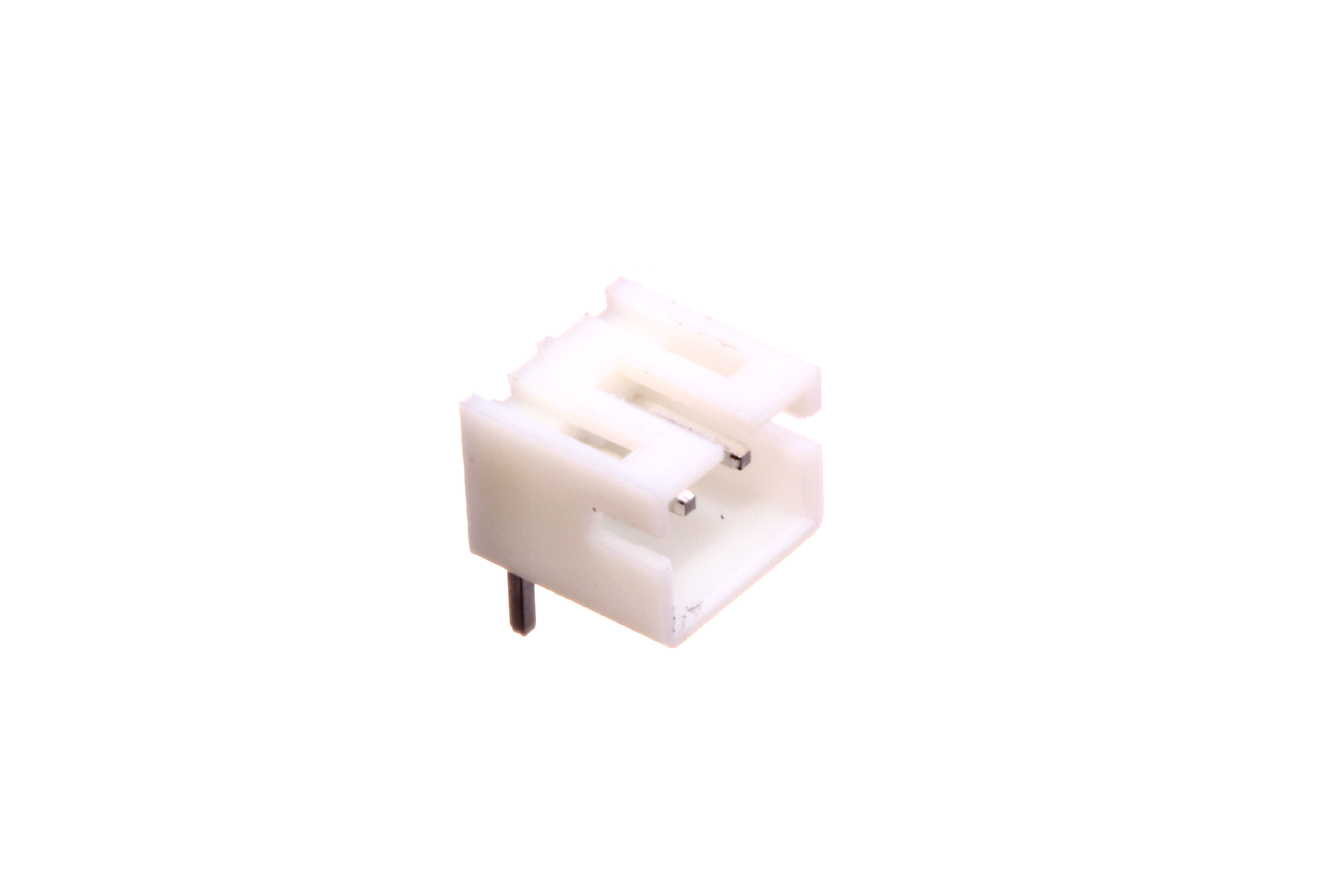
JST PH 2-pin right-angle through-hole PCB.
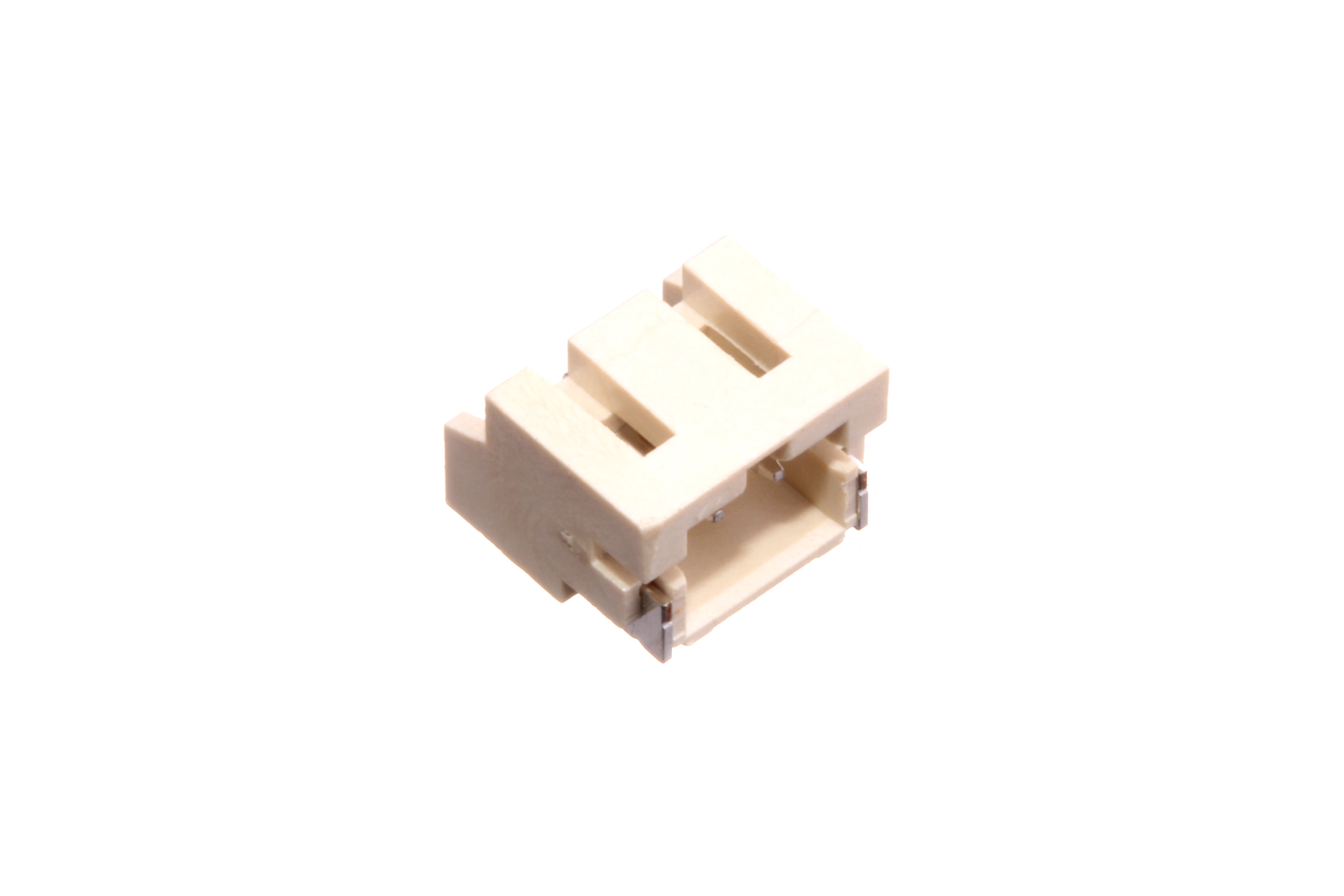
JST PH 2-pin right-angle surface-mount PCB.
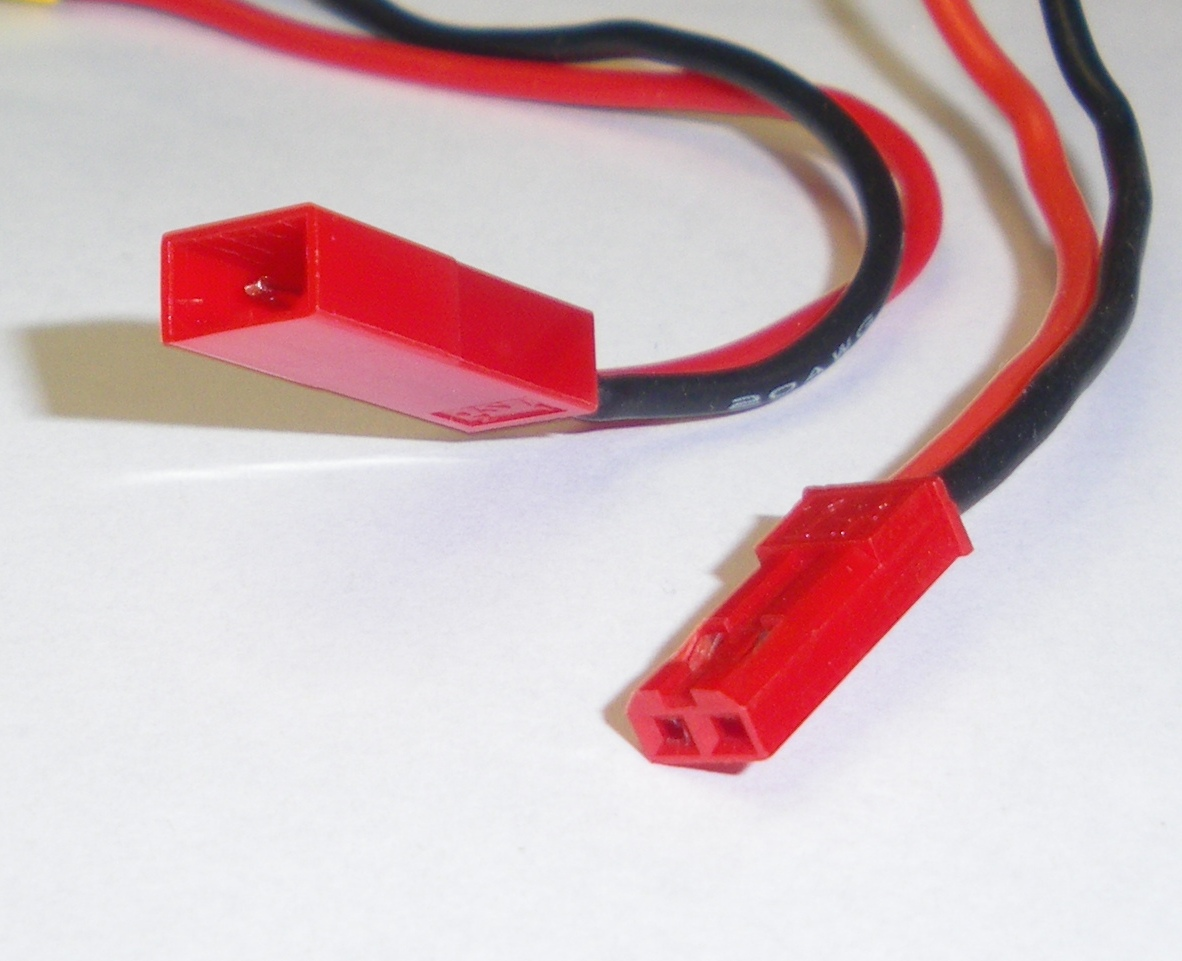
JST RCY 2-pin.